# Aristide Naccari
Aristide Naccari (Chioggia, 27 aprile 1848 – Chioggia, 4 ottobre 1914) è stato un architetto e storico italiano.
Attraverso le sue opere ha portato a valorizzare e preservare il patrimonio storico della città natale.
Attaccato alle sue origini e ai suoi doveri come ha dichiarato ad un'intervista: "Io lavoro e lavorerò sempre come i miei antichi cittadini lavoravano per la Repubblica, sono chioggiotto e credente, non disdico la mia origine e le mie convinzioni."

## Biografia
Aristide Pio Carlo Alberto Naccari nasce a Chioggia il 27 aprile 1848, da Angelo e Maria Rosa Naccari.
Frequenta le scuole presso i Padri Filippini di Chioggia il ginnasio e il liceo nel seminario vescovile senza aspirare al sacerdozio, successivamente si iscrive alla facoltà di Giurisprudenza a Padova. Poi, seguendo le sue vere aspirazioni, entra nella Reale Accademia di Belle Arti di Venezia conseguendo nel 1873 l'abilitazione all'insegnamento del disegno e della calligrafia. Comincia così la sua carriera da professore nella scuola Tecnica comunale di Chioggia, insegna negli Istituti Tecnici di Melfi (1882) e di Macerata (1884), dove di quest'ultimo ne diventa direttore.
Anche se distante rimane comunque molto attaccato alla sua terra natia e partecipa alla varie vicende locali, e questo porta l'amministrazione locale a nominarlo membro della Commissione d'Ornato del Comune di Chioggia.
All'età di circa 35 anni inizia a dare il suo contributo nel giornalismo come illustratore nella descrizione delle notizie di cronaca italiana. Nel 1887 partecipa anche a distanza a due riviste della sua città d'origine Giovane Chioggia e Chioggia Nuova, in occasione dell'inaugurazione della tratta ferroviaria Chioggia-Rovigo.
Nel 1889 vince la cattedra del Regio Istituto Tecnico di Venezia e questo trasferimento lo porta ad avvicinarsi alla sua famiglia rimasta a Chioggia.
Durante la sua vita intraprende anche un corso di Osteologia del corpo umano, dove esprime un talento nel disegno dei corpi meritando la nomina ad accademico d'onore nel 1899.
Nel settembre del 1914 viene assalito dalla febbre mentre si rilassava alla terme di San Pellegrino, tornato a Chioggia nella notte del 4 ottobre spira.

## Progetti Architettonici
I suoi progetti architettonici sono tipicamente di restauro o comunque di valorizzazione delle opera preesistenti, lavorando tipicamente a Venezia e Chioggia:
- 1894 - rifacimento del campanile della Basilica minore di San Giacomo Apostolo (Chioggia) che venne elevato da 18,90 metri a 37,50;[4]
- 1897 - decorazione della Basilica dei Santi Giovanni e Paolo (Venezia);
- 1902-1906 - restauro degli esterni di Palazzo Morosini Schiavon a San Giovanni Laterano e di Palazzo Magno in Barbaria de le Tole di Venezia. Queste due opere lo fanno definire dal giornalista Molmenti, nella rivista Emporium, "Abile architetto e geloso custode delle bellezze della città di Venezia";[5]
- 1903 - su commissione di Monsignor Ludovico Marangoni, progettazione dell'urna nella quale saranno poi conservati le reliquie dei Santi Felice e Fortunato di Chioggia;[6]
- 1906 - progettazione l'altare maggiore della Basilica di San Giacomo a Chioggia per portare maggiore dignità alle reliquie della Madonna della Navicella;[4]
- 1910 - ricostruzione della Cappella del Rosario, all'interno della Basilica dei Santi Giovanni e Paolo a Venezia grazie alla quale riceve anche gli onori da Papa Pio X;
- 1911 - progettazione del restauro della Tempietto di San Martino e San Pietro e Paolo detta "San Pieretto" in Chioggia;
- 1912 - progettazione del restauro della Torre di Sant'Andrea datata X secolo;
- 1913 - sopraelevazione del Palazzo Penzo su Corso del Popolo, arricchendolo con particolari in stile Neogotico.

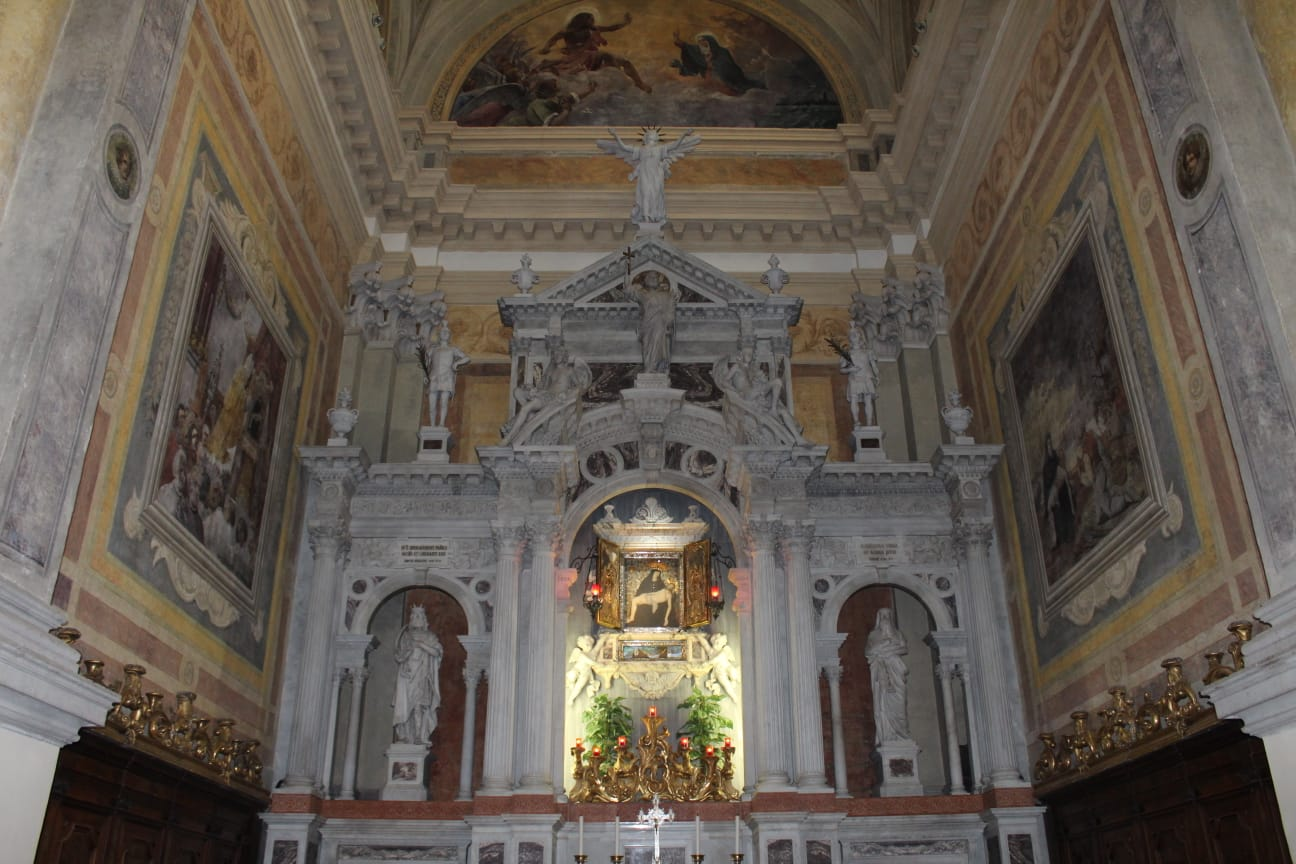
Altare maggiore della Basilica di San Giacomo
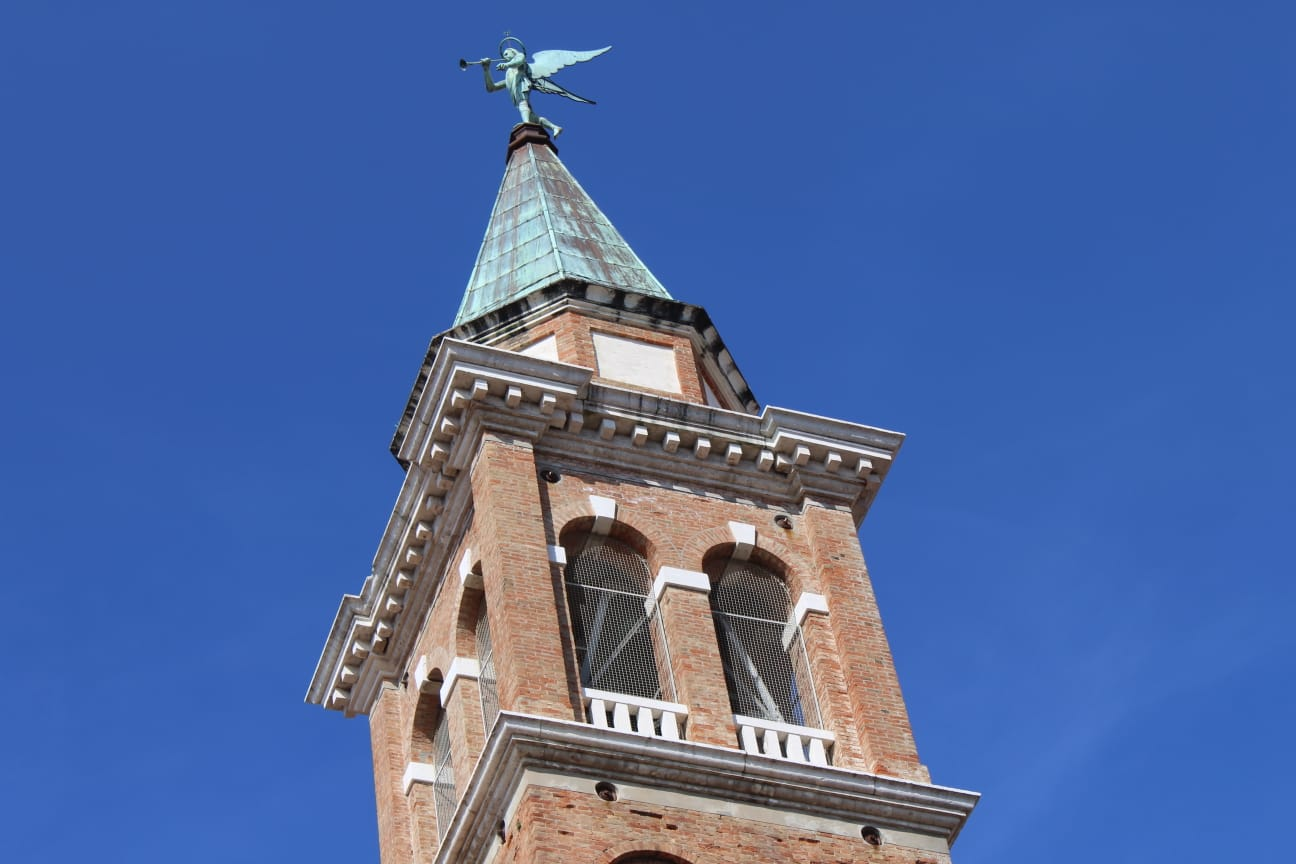
Campanile di San Giacomo
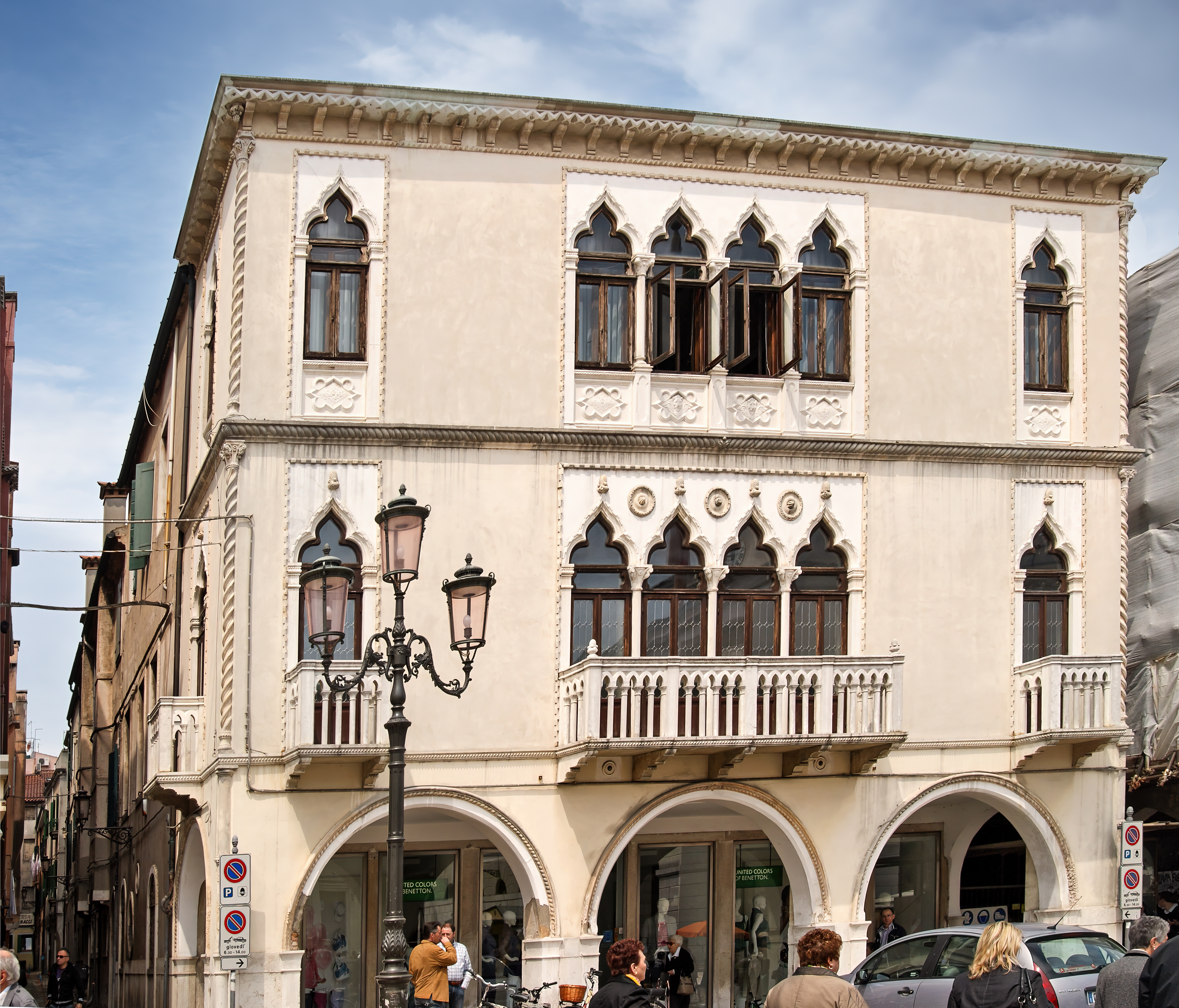
Palazzo Penzo Facciata
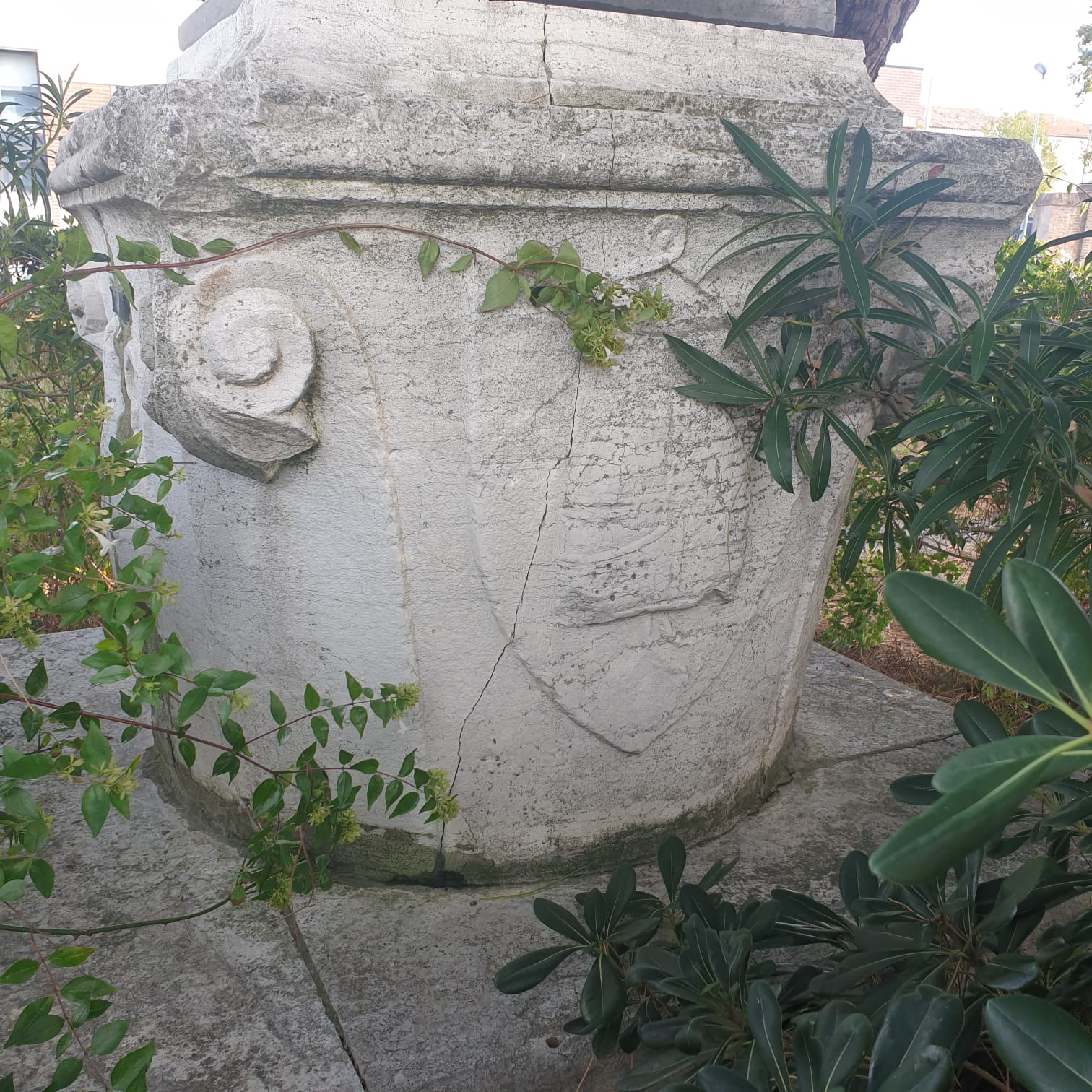
Vera da pozzo spostata dal Campo del Duomo
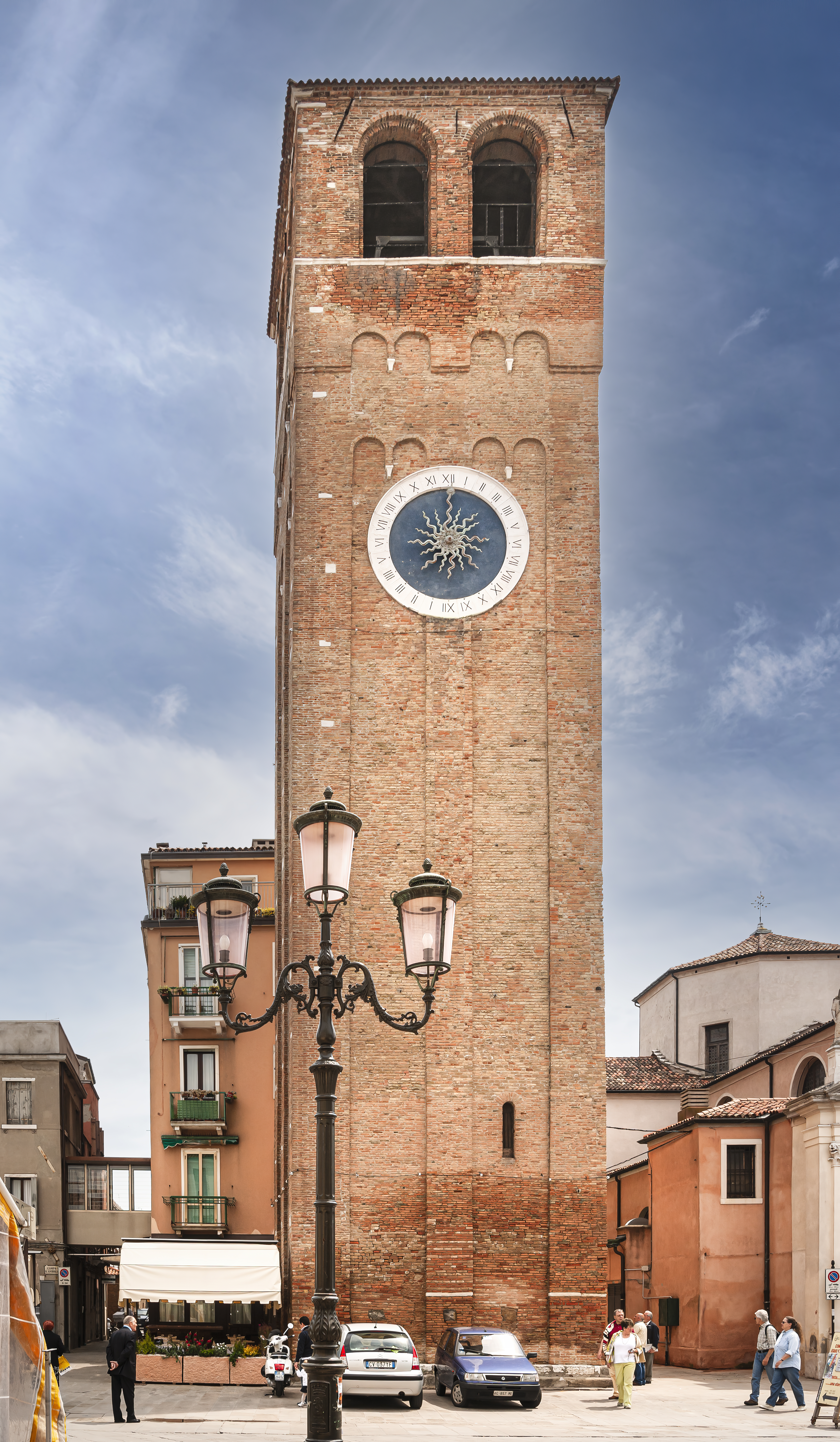
Torre di Sant'Andrea (o dell'Orologio)

## Tutela dell'impianto urbanistico clodiense
Aristide Naccari risultò fondamentale per evitare la demolizione che nel 1913 l'amministrazione comunale di Chioggia volle per la Porta Garibaldi. L'intenzione del Comune era quella di permettere un miglioramento della circolazione del traffico nel centro della città, attraverso la completa rimozione del torrione cinquecentesco. Assieme ad altri storici, egli confutò l'idea che questo manufatto non avesse valenze storiche, aggiungendo anzi che esso rappresentasse la divisione tra la città medievale e il nuovo sobborgo moderno che stava nascendo in questi anni.
Egli evitò anche che la Chiesetta di San Pietro e Paolo venisse venduta dall'amministrazione locale ad un privato, dal momento che venne ceduta dalla proprietà del Demanio a quella comunale, valorizzando invece il suo restauro.
Non riuscì invece a bloccare il progetto che vide il tamponamento di diversi interpilastri del Palazzo Granaio. Il comune clodiense aveva infatti l'obiettivo di costruire nuove botteghe e rovinò, a detta dello storico, la fisionomia del fabbricato e la circolazione del pubblico verso la pescheria. Pure il tentativo di salvaguardare gli antichi pozzi nel campo del Duomo di Chioggia, voluti spostare per agevolare il mercato settimanale, fu vano.
Elaborò ricostruzioni grafiche e disegni dei vari palazzi e chiese del passato di Chioggia; l'esempio più importante è stato lo studio sull'antico palazzo comunale, lavoro che lo portò alla notorietà come valorizzatore e amante della città. Grazie a tutta la sua produzione, Naccari portò ai suoi concittadini una consapevolezza del loro patrimonio storico ormai perduto; infatti il sindaco di Chioggia dott. Bellemo, in occasione del suo funerale, dichiarò come Naccari abbia sempre cercato di far rivivere i segni del passato.